# Notoncus enormis
Notoncus enormis är en myrart som beskrevs av Szabo 1910. Notoncus enormis ingår i släktet Notoncus och familjen myror. Inga underarter finns listade i Catalogue of Life.